# Puntius compressiformis
Puntius compressiformis és una espècie de peix cipriniforme de la família dels ciprínids que es troba al llac Inle (Myanmar).